# Саррафьоре, Мартин
Мартин Николас Саррафьоре да Сильва (исп. Martín Nicolas Sarrafiore da Silva; родился 20 июля 1997, Вилья Бальестер, Аргентина) — аргентинский футболист, нападающий клуба «Индепендьенте».

## Биография
Саррафьоре — воспитанник клуба «Уракан». В 2016 году он был включён в заявку команды на участие в чемпионате, но так и не дебютировал за основной состав. Летом 2018 года Саррафьоре перешёл в бразильский «Интернасьонал» на правах свободного агентства. 2 декабря в матче против «Параны» он дебютировал в бразильской Серии A. 24 февраля 2019 года в поединке Лиги Гаушу против «Авениды» Мартин забил свой первый гол за «Интернасьонал».